# Inga paterno
Inga paterno es un árbol de tamaño chico a mediano perteneciente a la familia Fabaceae. En México se le conoce por el nombre común de vainillo. En otros países se conoce como cuil macheton, guabo caite, o guava.

## Descripción
Es un árbol de 5 a 20 m de alto de tallos cilíndricos, generalmente lisos.
La hoja es compuesta de 6 a 10 foliolos con estípulas de 0.9 a 2.2 cm de largo, siendo más largos que anchos, anchamente elípticas, similar a una hoja, no caedizas con pecíolos de 1.5 a 3.0 cm de largo, cilíndricos, el raquis mide de 5 a 12 cm de largo, es cilíndrico con glándulas entre las hojas y sin soporte, en forma de bandeja u olla, frecuentemente ausentes; los folíolos el par basal mide 4.5 a 8.0 cm de largo y de 3 a 4.6 cm de ancho, en forma de lanza a ensanchados en la base, el par apical mide de 9 a 18.0 cm de largo, y de 4 a 7 cm de ancho, son elípticos a angostamente elípticos, con base simétrica o asimétrica, delgada, ocasionalmente en forma de cuña o redondeada, el ápice es terminado gradualmente en punta, o redondeado, el haz y envés son brillantes y lisos.
Produce inflorescencias racemosas con pedicelos del mismo tamaño que parten del extremos del raquis, de 1 a 2 formando manojos; con pedúnculos de 3 a 10 cm de largo, aplanado – surcado y lisos; el eje florífero mide de 2 a 3 mm de largo, con brácteas aparentemente iguales de 0.8 a 1.2 mm de largo, en forma de cuchara -sostenida por un tallo cilíndrico no ramificado con un ápice de forma triangular delgado, poco persistente.
Las flores de la inflorescencia están sostenidas por un pedicelo, que mide hasta 5 mm de largo siendo delgado; presenta botones florales cerrados, el cáliz mide de 1.2 a 3 mm de largo, en forma de campana a cortamente tubular, algo aquillado, liso; corola de 4 a 7 mm de largo, ligeramente semejante a un trompo, blanca, lisa, ocasionalmente con pelos finos en los lóbulos. Presenta estambres en un tubo estaminal que no sobresale, de color blanco.
El fruto es tipo legumbre, que mide de 13 a 40 cm de largo, de 4.5 a 7 cm de ancho y de 2.5 a 3 cm de grosor, aplanadas a ligeramente abultadas, rectas a curvadas, más largas que anchas, sin soporte, ápice provisto de una punta, lisas, las valvas (divisiones profundas de un fruto) están bien desarrolladas, algo aplanadas, nervadas, suturas marginales, margen de las suturas plano.
Las semillas son de 2 a 3cm de largo y rodeado por un áril blanco de textura similar al algodón.
Algunas de las características para diferenciar esta especie son que presenta una hoja con raquis cilíndrico, no alado; inflorescencias tipo umbela; corola de 0.4 a 0.7 cm largo; legumbres de 4.5 a 7 cm de ancho, aplanadas a ligeramente abultada y valvas bien desarrolladas. Es una especie que presenta su floración de abril a junio y fructifica a mediados de julio.

## Distribución
El género Inga cuenta con cerca de 300 especies distribuidas en la América tropical, de las cuales, 36 se encuentran presentes en México, el mismo se distribuye desde México hasta el norte de Argentina, incluyendo las Antillas.
La especie Inga paterno, se ha encontrado de México a Costa Rica, en Centroamérica fue probablemente introducida. Su distribución en México se ha registrado en los estados de Chiapas, Oaxaca, Puebla, Tabasco y Veracruz, e introducida en Quintana Roo. Su distribución es poco restringida, se ha reportado solo en 5 estados de México.

## Hábitat
Es un árbol de vegetación secundaria, está siendo cultivada desde el nivel del mar hasta una altura de 2000 m s. n. m. De manera natural se ha encontrado de matorral xerófilo, en suelos de grava, grises o pardos, en elevaciones alrededor de los 1500 m s. n. m.

## Usos
Es una especie que tiene una gran diversidad de usos, y es empleada en los sistemas agroforestales, muy útil para sombreado y de bastante utilidad para la apicultura.
Del género Inga la especie I. paterno fue la primera en utilizarse para dar sombra a los cultivos de planta de café. Sin embargo, la alta susceptibilidad de la planta a la enfermedad del palo de bruja, y los daños causados a las plantas de café por la colecta de las legumbres comestibles de I. paterno provocó el abandono de esta práctica para sombreado.
Dentro del fruto leguminoso hay una pulpa de sabor dulce y color blanco que rodea la semilla. Esta pulpa se puede consumir cruda, que es como mejor se aprecia. De la semilla solo se consumen los cotiledones, los cuales son removidos de la semilla, salados y tostados se pueden utilizar en ensaladas o postres. Se desconocen usos medicinales.
En general las especies del género Inga presentan una serie de factores que las hacen populares para su uso como árboles de sombra en plantaciones de café y cacao: crecen rápidamente produciendo el efecto de sombra, respondiendo bien a la poda drástica de sus ramas, manteniéndolas fácilmente del tamaño requerido para el efecto de sombreado, además de que promueven y mantienen la fertilidad del suelo, y funcionan como estabilizadoras de suelos. Cuando es podada sus ramas se usan como leña para hacer fuego.

## Estado de conservación
No se encuentra bajo alguna categoría de protección de acuerdo a la NOM-059- ECOL- SEMARNAT- 2010. Tampoco está en ninguna categoría de riesgo en la lista roja de la UICN.